# Martin Bäumer

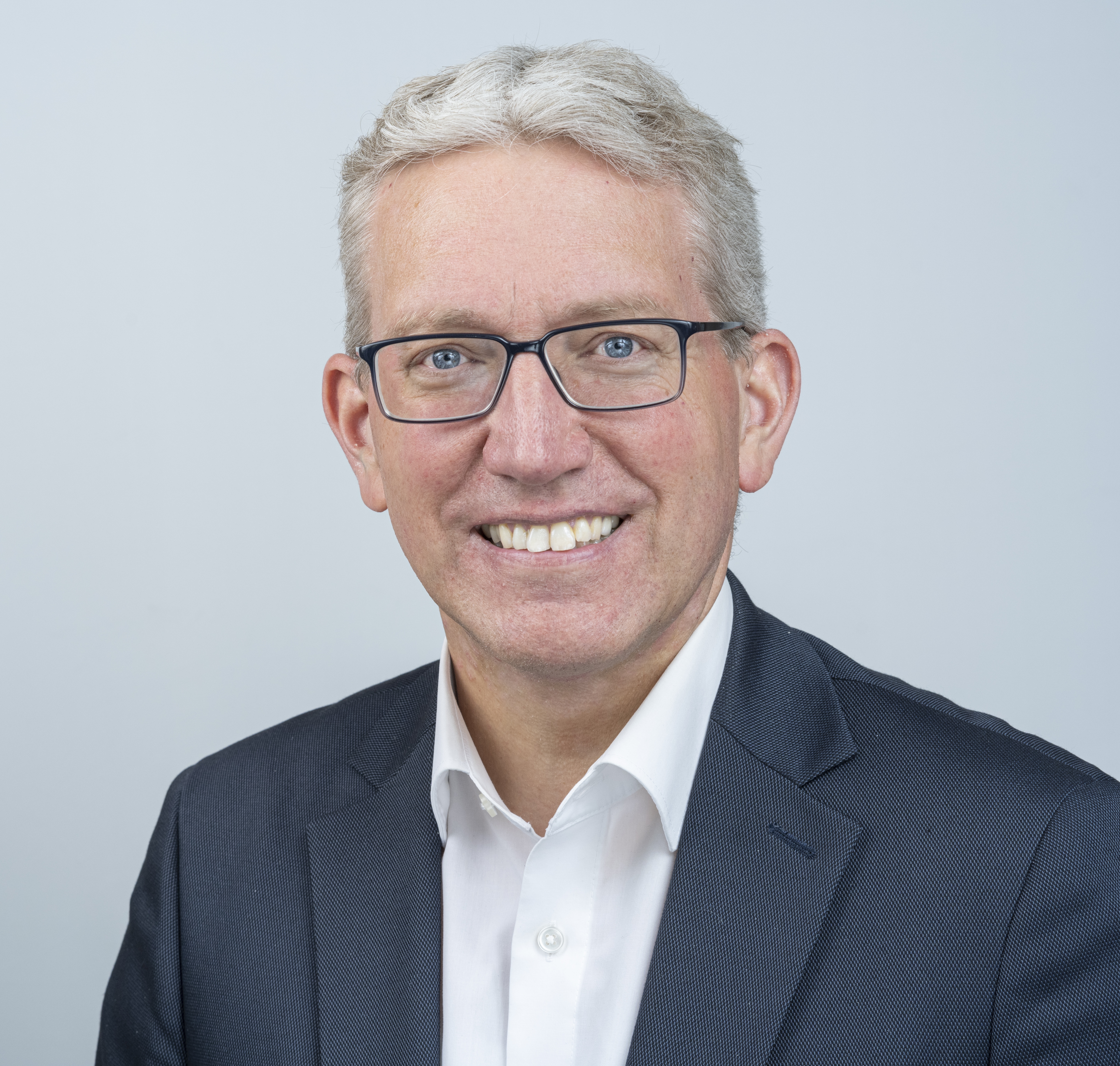
Martin Bäumer (2021)

Martin Bäumer (* 3. Oktober 1967 in Mineola, New York) ist ein deutscher Politiker (CDU). Er war von 2003 bis 2022 Mitglied des Niedersächsischen Landtags.

## Leben und Beruf
Nach dem Abitur im Jahr 1987 am Greselius-Gymnasium in Bramsche und dem Grundwehrdienst bei der Bundeswehr machte Bäumer eine Ausbildung zum Sparkassenkaufmann bei der Sparkasse Osnabrück. 1992 belegte er einen Fachlehrgang an der Sparkassenakademie Hannover und schloss diesen als Sparkassenbetriebswirt ab. Im Jahr 2000 studierte er berufsbegleitend Finanzökonomie an der European Business School in Oestrich-Winkel. Bis 2003 war er stellvertretender Abteilungsleiter der Vertriebssteuerung Individualkunden bei der Sparkasse Osnabrück. Seit November 2023 ist Bäumer Mitarbeiter der Thüga AG in München, dem mit rund 100 Stadtwerken größtem Netzwerk kommunaler Dienstleister in Deutschland. Er ist dort als Referent für Energiepolitik Mitglied des Public-Affairs-Teams der Thüga.
Bäumer ist seit 1997 verheiratet und hat vier Kinder. Er ist römisch-katholischer Konfession.

## Politik
1986 wurde Bäumer Mitglied der Jungen Union und der CDU. Von 1991 bis zum Jahr 2011 war er Ortsvorsteher der Ortschaft Glandorf-Westendorf, von 1993 bis 1996 Vorsitzender des Kreisverbandes der Jungen Union Osnabrück-Land und von 1994 bis 2007 Vorsitzender des CDU-Gemeindeverbandes Glandorf. Hier ist er seit 1996 Mitglied des Gemeinderats. Seit 1996 ist er außerdem im Kreistag vom Landkreis Osnabrück vertreten. 1998 wurde Bäumer Vorstandsmitglied des CDU-Kreisverbandes Osnabrück-Land, im Jahr 2001 stellvertretender Vorsitzender der CDU-Kreistagsfraktion. Seit der Kommunalwahl 2011 bis zum Sommer 2019 war er Vorsitzender der CDU-Kreistagsfraktion sowie Vorsitzender der CDU/FDP/UWG-Gruppe im Kreistag. Bei den Landtagswahlen 2003, 2008, 2013 und 2017 wurde er als Direktkandidat im Wahlkreis 76 Georgsmarienhütte in den Niedersächsischen Landtag gewählt. In der CDU-Landtagsfraktion Niedersachsen war Bäumer ab 2008 Sprecher für den Bereich Umwelt, Energie und Klimaschutz und ab 2017 stellvertretender Fraktionsvorsitzender für die Bereiche Umwelt und Petitionen. Bei der erneuten Wahl des Fraktionsvorstandes am 3. Dezember 2019 erhielt Bäumer unter den Mitgliedern des geschäftsführenden Vorstands das beste Ergebnis. Bei der Landtagswahl 2022 trat er nicht erneut an.
Bäumer saß in folgenden Landtagsausschüssen:
- Mitglied im Ausschuss für Umwelt, Energie und Klimaschutz (Sprecher)
- Stellvertretendes Mitglied im Ältestenrat
- Stellvertretendes Mitglied im Ausschuss für Haushalt und Finanzen
- Stellvertretendes Mitglied im Unterausschuss „Prüfung der Haushaltsrechnungen“
- Stellvertretendes Mitglied im Ausschuss für Ernährung, Landwirtschaft und Verbraucherschutz

### Positionen
Nachdem im September 2014 eine Chemieentsorgungsanlage in Ritterhude explodiert war, wobei ein Mitarbeiter gestorben und mehrere Anwohner verletzt worden waren, warf Bäumer im September 2017 Niedersachsens damaligem Umweltminister Stefan Wenzel (Grüne) vor, er hätte die Aufklärung der Explosion nicht konsequent vorangetrieben. Laut einem von der CDU in Auftrag gegebenem Gutachten hätte die Anlage seit 2005 nicht mehr in einem Wohngebiet betrieben werden dürfen. Die Staatsanwaltschaft Verden hatte nach fünf Monaten weitere Ermittlungen dazu eingestellt: Da Spuren und Geschäftsunterlagen bei der Explosion vernichtet worden seien und ein technischer Defekt nicht ausgeschlossen werden könne, wäre im Falle einer Anklageerhebung nicht mit einer hinreichenden Wahrscheinlichkeit mit einer Verurteilung der Beschuldigten zu rechnen.
Bäumer tat sich durch drei schriftliche Anfragen an die Landesregierung zum Thema Chemtrails und Geoengineering hervor. Die rot-grüne Landesregierung hielt es jedoch für überflüssig, diese Theorien näher zu prüfen. In einem Antwortschreiben heißt es: „Für das am Himmel zu beobachtende Phänomen von zunehmenden Kondensstreifen und deren außergewöhnlichen Formen ist der rasant zunehmende Flugverkehr verantwortlich“.
Bäumer engagierte sich umweltpolitisch gegen den Eintrag von Plastik in die Umwelt, sei es durch Mikroplastik oder durch Folien um Prospekte.
Als Mitglied des Osnabrücker Kreistages und Ratsvorsitzender der Gemeinde Glandorf engagiert er sich für den Öffentlichen Personennahverkehr (ÖPNV) und wirbt für den Umstieg auf Bus und Bahn. Sein eigenes Auto hat er im März 2024 abgeschafft.